# Kathedraal van Saint-Dié

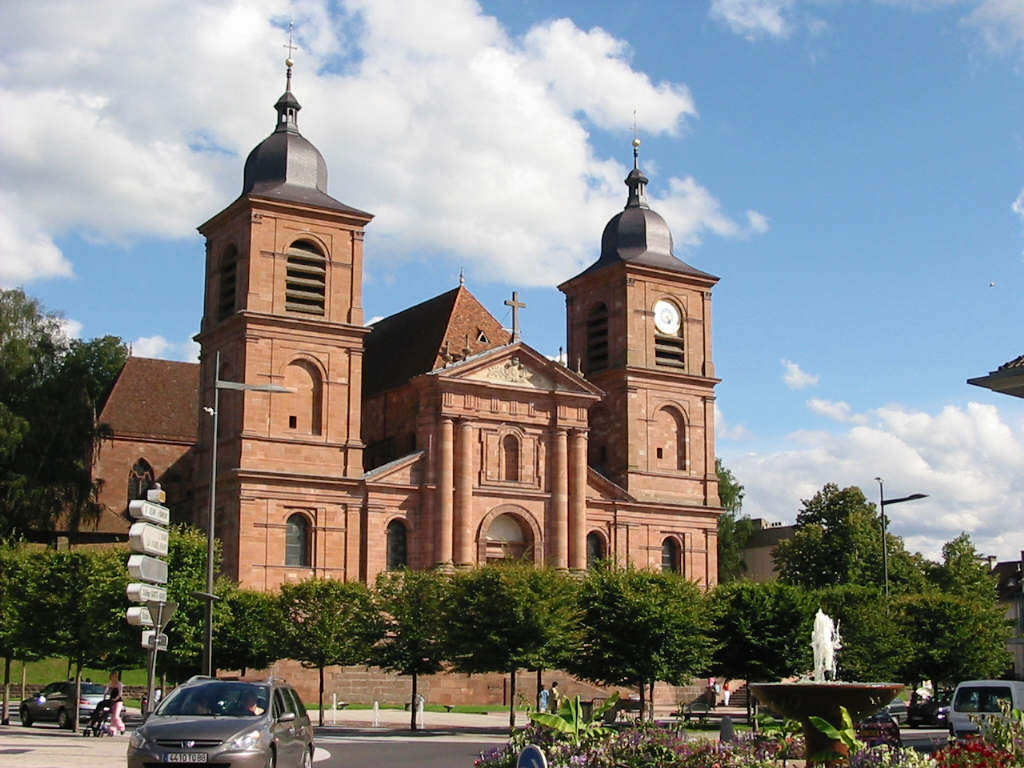
De voorgevel van de kerk

De Kathedraal Saint-Dié of Cathédrale Saint-Dié de Saint-Dié-des-Vosges is een rooms-katholieke kathedraal en monument historique. Het ligt in de Franse stad Saint-Dié-des-Vosges, Lotharingen. Het gebouw is de zetel van de bisschop van Saint-Dié (sinds 1777). De kerk is gewijd aan Saint-Dié, de heilige Deodatus, die in de 7e eeuw in de omgeving een klooster stichtte.
De oude stad is grotendeels gebouwd uit zandsteen en ook deze kathedraal is hoofdzakelijk uit zandsteen gemaakt. Het kerkgebouw werd in de 12e eeuw in romaanse stijl gebouwd. In de loop der jaren is het kerkgebouw meerdere malen gerestaureerd en uitgebreid. Hierdoor is de kerk niet geheel romaans meer.